# 黒金町 (静岡市)
黒金町（くろがねちょう）は静岡県静岡市葵区にある町名。丁目を持たない単独町名である。住居表示未実施。

## 地理
葵区の中心街の一部に位置し、JR静岡駅を中心とした町。町名の黒金は「鉄」を表し、鉄道にちなむ。JR線路（草薙駅から用宗駅までの間）の南側は原則駿河区だが、黒金町に関しては南側も含めて全て葵区となる。

## 歴史
- 1888年（明治21年）2月18日 - 有渡郡南安東村内で静岡駅の敷地となる場所の周辺を分離し「静岡栄町」として独立。
- 1889年（明治22年）
  - 2月1日 - 静岡栄町に官設鉄道静岡駅が開業。
  - 4月1日 - 静岡市が市制を施行し、有渡郡静岡栄町は「静岡市栄町」となる（現在の葵区栄町とは区域が異なる）。
- 1928年（昭和3年）11月10日 - 栄町が栄町一丁目・二丁目に分割される。
- 1945年（昭和20年）9月20日 - 栄町一丁目、栄町二丁目、旭町、天坪町、泉町一丁目、南町一丁目、森下町二丁目の各一部で「黒金町」を新設。
- 1970年（昭和45年）9月20日 - 黒金町の一部が分離され新設された大和一丁目、八幡一丁目に編入、それぞれ住居表示。
- 2005年（平成17年）4月1日 - 静岡市が政令指定都市となり、黒金町全域が葵区に属する。

## 小・中学校の学区
市立小・中学校に通う場合、学区は以下のとおりとなる。
| 全域   | 小学校                       | 中学校                       |
| ------ | ---------------------------- | ---------------------------- |
| 黒金町 | 静岡市立中田小学校（駿河区） | 静岡市立大里中学校（駿河区） |

## 施設
- 静岡駅・静岡駅ビルパルシェ
- 東海旅客鉄道静岡支社
- ホテルアソシア静岡
- 静岡中央郵便局・静岡音楽館 AOI
- 静岡県勤労者総合会館・静岡県労政会館
- 静岡商工会議所

## その他

### 日本郵便
- 郵便番号 : 420-0851[2]（集配局：静岡中央郵便局）